# Zschepplin
Zschepplin es un municipio situado en el distrito de Sajonia Septentrional, en el estado federado de Sajonia (Alemania), a una altitud de 100 metros. Su población a finales de 2016 era de unos 2900 habitantes y su densidad poblacional, 43 hab/km².

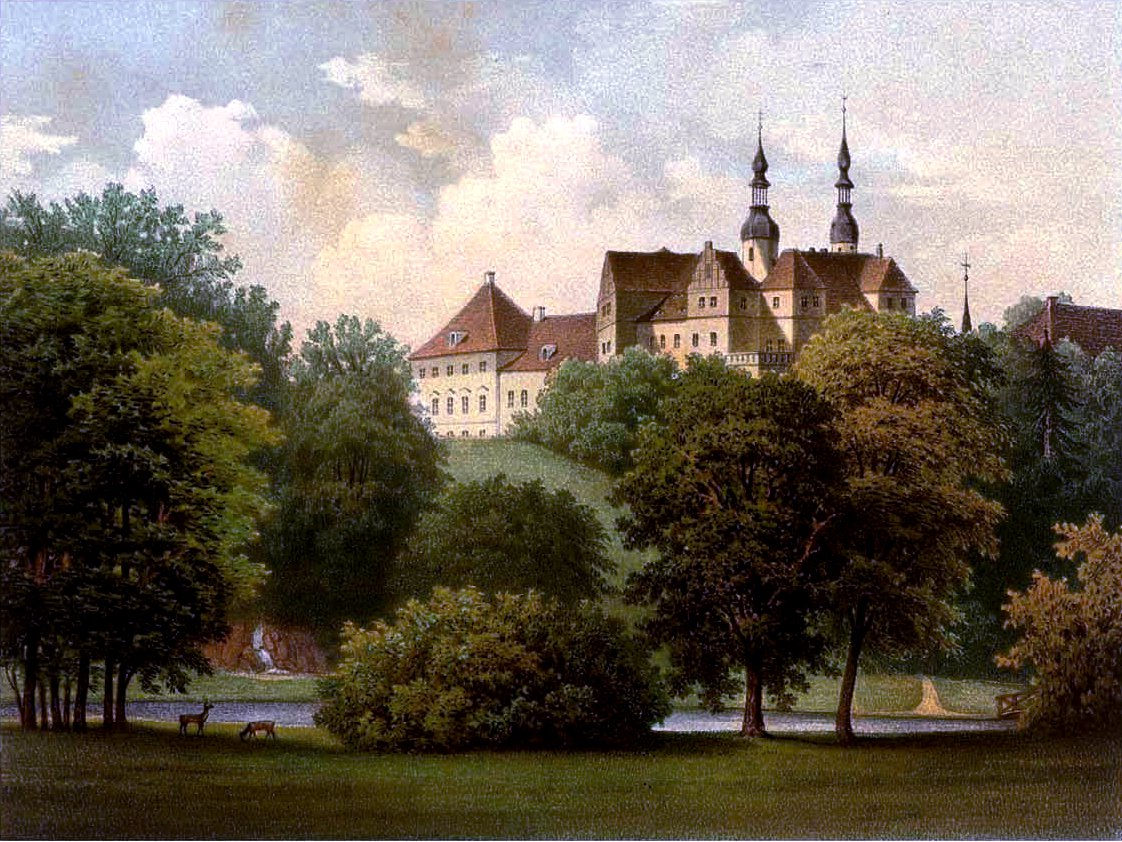
Palacio de Zschepplin en torno a 1860. Edición por Alexander Duncker.